# Наука любви
«Нау́ка любви́», также «Нау́ка люби́ть» и «Иску́сство любви́» (лат. Ars amatoria, Ars amandi) — цикл дидактических элегий в трёх книгах, написанный древнеримским поэтом Публием Овидием Назоном в начале I века. В произведении описаны основы учтивого поведения мужчин и женщин, а также различные приёмы и уловки в отношениях.
Наряду с философской поэмой Лукреция «О природе вещей» и дидактической поэмой Вергилия «Георгики» «Наука любви» — назидательное произведение, имеющее поэтичность и ритм элегической строфы и отличающееся обильным использованием мифологических образов. Наряду с «Пиром» Платона, «Сатириконом» Петрония Арбитра, арабским «Благоуханным садом» и индийской «Камасутрой», «Наука любви» является одним из самых эротичных в мире литературных произведений.
Дополнением к Ars amatoria считается (фрагментарно сохранившаяся) поэма «Притиранья для лица».

## История написания
Наука любви пользовалась большим успехом у читателей, что вдохновило Овидия на написание продолжения — дидактической поэмы «Лекарства от любви».
Считается, что «Наука любви» послужила причиной долговременной ссылки Публия Овидия в город Томис на берегу Понта Эвксинского. Это косвенно признаёт и сам Овидий в «Письмах с Понта» и «Скорбных эллегиях», называя в качестве причины своего изгнания стихи, под которыми подразумевается «развращающая» «Наука любви» и «оплошность, опрометчивый шаг» (лат. error). В свою очередь, современники и после видели причины немилости Августа к поэту в изгнании императором своей внучки, Юлии Младшей, которую дед осудил за разврат. Вынесенные Августом одновременно два приговора, которые являлись лишь ступенью в борьбе за наследование власти (Юлия имела такие же права, как и Марк Випсаний Агриппа Постум), придавали первому императору образ борца за высокую нравственность, жёстко пресекавшего губящее римское общество распутство, поборником которого считал Овидия. При этом, Октавиан не обращал внимания на то, что со времени выхода в свет «Науки любви» прошло уже десять лет, поскольку не желал создавать прецедент осуждения писателя за творчество, как позднее, согласно Тациту («Анналы», IV, 34), подобная участь постигла историка Кремуция Корда от Тиберия.

## Содержание

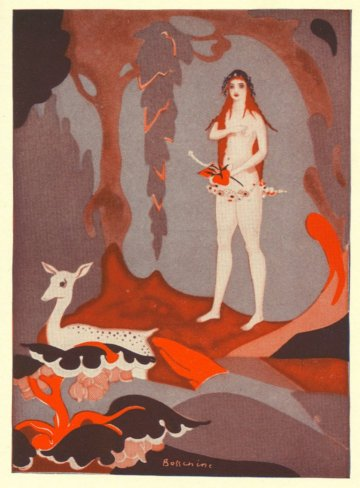
Иллюстрация к первому тому

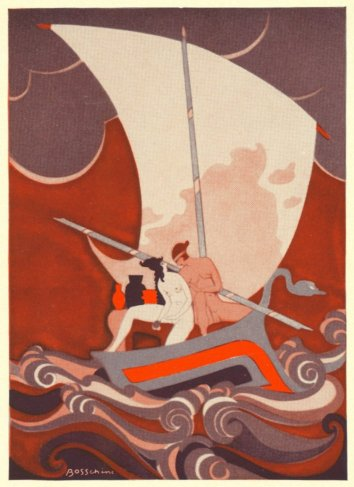
Иллюстрация ко второму тому

«Наука любви» состоит из трёх книг, где в первых двух поэт даёт советы мужчинам как правильно привлечь внимание женщины и обольстить её, а в последней, третьей книге — советы женщинам, как завоевать мужчину.

## Оценки
И. М. Троцкий (Тронский) отмечал: «Обычная в римской элегии маска поэта — „учителя любви“ — находит своё завершение в дидактических поэмах О.: „Наука любви“ (Ars amatoria) и „Средство от любви“ (Remedia amoris), пародирующих по своему построению научные трактаты, написанных в иронически-наставительном тоне и с изощрённой риторической техникой. Остро отточенные сентенции и повествования на мифологические темы чередуются с бытовыми картинками светского Рима; поэт не скрывал своего насмешливого отношения к официальному преклонению перед старинными добродетелями.»
А. Ф. Лосев отмечал: «„Наука любви“ представляет собой тоже написанный по всем правилам риторики стихотворный трактат по образцу многочисленных руководств эллинистического времени, посвящённых игре в кости или мяч, плаванию, приёму гостей, кулинарному искусству и т. д. Первые две книги дают советы мужчинам как привлечь женщину, третья книга — женщинам о привлечении мужчин»
В то же время в истории были случаи, когда «Наука любви» оценивалась иначе. Так в 1497 году итальянский монах и религиозный реформатор Джироламо Савонарола сжёг тексты произведения Овидия во Флоренции. А в 1930 году Таможенная служба США изъяла перевод на английский язык.

## Влияние
В Средние века «Наука любви» была включена в учебные программы школ со второй половины XI века. А наибольший успех произведения пришёлся XII—XIII века, когда влияние элегии Овидия было настолько сильным на литературу того времени, что немецкий медиевист и палеограф Людвиг Траубе назвал его «эпохой Овидия» (лат. aetas Ovidiana).
А. С. Пушкин познакомился с «Наукой любви» ещё во время учёбы в Царскосельском лицее, и в дальнейшем это произведение нашло отражение в творчестве (например в поэме «Евгений Онегин») в виде аллюзий. Ю. М. Лотман отмечал в комментариях к «Евгению Онегину»: «Упоминание „Науки любви“ резко снижает характер любовных увлечений Онегина. Это особенно ощущалось в черновых вариантах первой главы с их упоминаниями „б<есст>ыдных наслаждений“ (VI, 243): Любви нас не природа учит А первый пакостный роман… (VI, 226). Ссылка на Овидия как создателя „любовной науки“ традиционна в „щёгольском наречии“. А. В. Храповицкий в предисловии к „Любовному лексикону“ писал: „Всякому же известно, что Овидий, гражданин древнего Рима, приметив любовные хитрости, сочинил книгу о любовном искусстве. Итак тогда ещё любовь сделалась наукою“».
М. И. Цветаева любила повторять в своём творчестве строчку из элегии: «Всё же промчится скорей — песней обманутый день…». Хотя в 1928 году в переписке с Н. П. Гронским призналась, что так и не успела познакомиться с «Наукой любви».

## Издания на русском языке
- Публий Овидий Назон. Наука любви / В русском переводе с примечаниями А. И. Манна. — СПб.: Издания Ф. И. Булгакова, 1905. — 158 с. (А. А. Блок критически оценил качество перевода[16]: «Что касается „Науки любви“, то это не перевод, а подстрочник, правда близкий к подлиннику, но безвкусный, напечатанный так, что от скобок и примечаний рябит в глазах. По-настоящему им пользоваться можно, только имея в руках подлинник».)
- Публий Овидий Назон. Наука любить / Пер. прозой В. Алексеев. — М.: Вернисаж, 1992. — 222 с. — 140 000 экз. — ISBN 5-85220-138-3.
- Публий Овидий Назон. Наука любви // Публий Овидий Назон. Собрание сочинений / Вступ. ст. В. С. Дурова, примеч. С. А. Ошерова и М. Л. Гаспарова.; Пер. С. В. Шервинского, С. А. Ошерова, М. Л. Гаспарова, Н. Д. Вольпин, А. В. Парина, З. Н. Морозкиной. — СПб.: Биографический институт «Студиа Биографика», 1994. — Т. 1. — 512 с. — (Библиотека античной поэзии). — 30 000 экз. — ISBN 5-900118-07-X. (Перевод и комментарий М. Л. Гаспарова)